# 侧花狸藻
侧花狸藻（學名：Utricularia lateriflora）為狸藻屬多年生小型至中型的食虫植物。其种加词“lateriflora”来源于拉丁文“latus”和“flos”，意为“一侧”和“花朵”。侧花狸藻為澳大利亚的特有種，存在于新南威爾斯、昆士蘭、南澳、塔斯馬尼亞以及維多利亞。其陆生于在低海拔砂质或泥炭质荒原中。1810年，羅伯特·布朗正式描述了侧花狸藻。

## 外部連結
- 食虫植物照片搜寻引擎中侧花狸藻的照片 （页面存档备份，存于）
- Utricularia Species. Terrestrial （页面存档备份，存于） 侧花狸藻介紹

 维基共享资源上的相關多媒體資源：侧花狸藻
 維基物種上的相關：侧花狸藻